# Supertri
Supertri est le nom d'un circuit international de compétition de triathlon, cofondé en 2017 par le multiple champion du monde d'Ironman Chris McCormack. L'organisation privée propose des rencontres sur des formats courtes distances et des répétitions multiples. Jusqu'en 2023, la compétition se nommait la Super League Triathlon (SLT).

## Historique

Le logo jusqu'à la fin de la saison 2023.

### 2016-2017: fondation et premières éditions
La compétition est imaginée en 2016 et cofondée en 2017 par l'ancien champion du monde d'Ironman Chris McCormack avec le triathlète amateur et milliardaire russe Leonid Bogulslavky qui dotent ce nouveau circuit de prix financier très important pour attirer les plus grands triathlètes du circuit courte distance. La première étape et première édition du genre se déroulent en mars 2017 sur l'Île Hamilton (Queensland) en Australie. Elle n'est toutefois pas la première du genre, un « Grand Prix Formula One Triathlon » utilisant les mêmes formats de course existe entre 1994 et 2001 en Australie dans le but de préparer les triathlètes courte distance à la première épreuve de triathlon olympique à Sydney en 2000 et de faire connaitre le triathlon.
La première étape de la Super League réunit 25 triathlètes hommes uniquement dont les frères Jonathan et Alistair Brownlee champions olympiques, Javier Gomez et Mario Mola champion du monde courte distance. Le développement de cette nouvelle rencontre prévoit la mise en place d'un championnat féminin sous le même format ainsi que des épreuves réservées aux groupes d'ages amateurs sur un format légèrement plus court. Le but pour l'ensemble de ces courses à répétition étant de donner une rencontre dynamique tant sportive que visuelle.
Toutes les étapes de la rencontre sont en 2017, retransmises sur plusieurs chaines télévisées spécialisées comme Eurosport ou Fox Sport, ainsi que sur la plateforme numérique de l'organisateur. La bourse allouée aux participants lors de cette étape inaugurale s'élève à plus de 200 000 dollars. Elle s'attire toutefois des critiques des instances et de la presse spécialisée, cette édition inaugurale n'ayant pas organisée de compétitions ouvertes aux féminines. L'organisation arguant pour sa défense que cette première est un événement test, les éditions futures étant organisées à parité hommes et femmes.
En juillet 2017, l'organisation annonce la  mise en œuvre d'une seconde étape prévue en Angleterre à Jersey. Elle est ouverte aux féminines et voit l'invitation de plusieurs championnes du monde ou médaillés olympiques comme Flora Duffy, Vicky Holland ou Non Stanford. Cette édition se déroule sur deux jours de compétitions se situant au centre d'une ville, contrairement à l'étape australienne du mois de mars qui affiche une journée de plus. Cinquante triathlètes hommes et femmes s'affrontent sur les différents formats le 23 et 24 septembre 2017 ou les vainqueurs masculins et féminins se partagent les prix de manière égale, pour une valeur totale de 130 000 dollars.

### 2018: mémorandum ITU et nouvelle saison
En mars 2018, l'organisation de la Super League de Triathlon signe avec la Fédération internationale de triathlon (ITU) un mémorandum d'entente dans le but d’accroître la visibilité et la pratique du triathlon dans le monde, volonté inscrite dans le plan de développement de l'ITU 2018-2021. Cette annonce est faite à l'occasion de la conférence de la Fédération européenne de triathlon qui se tient à Moscou. Le partenariat mis en place, prévoit également de favoriser la détection de nouveaux talents ainsi que d'organiser des rencontres de hauts niveaux pour les professionnels en préparation des compétitions internationales majeures. Ce mémorandum propose aussi d'harmoniser les calendriers de la Super League avec ceux des fédérations internationales et continentales.
La saison 2018-2019 de la Super League se déroule entre septembre 2018 et février 2019. Elle propose deux étapes qualificatives à  Poznań et à Penticton, ainsi que cinq étapes de championnat entre l'Asie et l'Europe. 60 compétiteurs dont les meilleurs mondiaux sur courte distance ayant pour la plupart finis leur saison, prennent part au circuit doté comme en 2017 de primes très importantes et de moyens technologiques importants pour dynamiser les retransmissions télévisées. La première étape se déroule à Jersey fin septembre, elle est remportée par le Français Vincent Luis et l'Américaine Katie Zaferes. Le circuit professionnel est ouvert pour la première fois aux amateurs des classes d'âge qui participe à des épreuves au format « Super sprint » et « Enduro ». La seconde étape se déroule à Malte les 27 et 28 octobre, la troisième à Majorque les 3 et 4 novembre, et la quatrième à Singapour les 23 et 24 février 2019,. La première saison qui attribue un prix de 100 000 dollars aux vainqueurs homme et femme voit la consécration de Vincent Luis qui termine le circuit avec 125 points devant le Sud-Africain Henri Schoeman et le Britannique Jonathan Brownlee. Les épreuves féminines mènent sur la première marche du podium l'Américaine Katie Zaferes avec 113 points, suivit de la Néerlandaise Rachel Klamer et de la Française Cassandre Beaugrand.

### 2019-2021: innover en temps de crise
En raison de la pandémie de Covid-19, la poursuite du développement pour la saison 2019-2020 avec un programme en deux cycles de courses encadrant les Jeux olympiques d'été de 2020 n'a pas eu lieu. Le circuit devait s'ouvrir aussi aux compétiteurs de tous niveaux à travers cinq nouvelles étapes qualificatives. En avril 2021, bouleversé par la pandémie, l'organisation est délaissée par les meilleurs triathlètes du monde, pour deux week-ends en salle respectant les gestes barrières, avec des tapis roulant et des vélos fixes. Mais, juste après les Jeux reportés en août 2021, la compétition innove avec une nouvelle formule, quatre week-ends sur un mois en septembre (Londres, Munich, Jersey et  Malibu), et avec en parallèle un classement par équipes mixtes (4 femmes/4 hommes) sur les points des épreuves individuelles, ajoutant un côté ludique, les noms des équipes étant des animaux réputés combatifs (les requins, les scorpions, les aigles...).

### 2024: nouvelle identité
En 2024, la ligue adopte une nouvelle dénomination et prend le nom de « Supertri ». Les Arena Games compétition mêlant compétitions réelles et virtuelles changent également de nom pour devenir les « Supertri E ». La marque fait aussi le choix de se tourner vers l'organisation et l’implication de compétitions ouvertes aux amateurs, et sur des épreuves emblématiques du circuit courte distance américain.

## Épreuves
La Super League s'articule autour de cinq formats de courses différentes, obligeant les triathlètes à adapter leur stratégie de course selon les efforts à fournir. Le format originel retenu est celui de 300 mètres de natation, six kilomètres de cyclisme et deux kilomètres de course à pied. Le nombre de répétition du format de base est variable et répond à des noms différents : « Triple mix », « Equalizer », « Eliminator », ou « Enduro ». Chaque format attribue au vainqueur un prix financier et des points au classement général. Des maillots distinctifs sont également attribués au meilleur nageur, cycliste ou coureur, ainsi qu'au leader du classement général.

## Palmarès hommes
| Saison | Nbre d'épreuves | Vainqueur    | Points | 2e             | Points | 3e                | Points |
| ------ | --------------- | ------------ | ------ | -------------- | ------ | ----------------- | ------ |
| 2024   | 5               | Hayden Wilde | 62     | Léo Bergère    | 55     | Tim Hellwig       | 49     |
| 2023   | 4               | Léo Bergère  | 49     | Hayden Wilde   | 45     | Alex Yee          | 41     |
| 2022   | 5               | Hayden Wilde | 74     | Matthew Hauser | 61     | Jonathan Brownlee | 50     |
| 2021   | 4               | Alex Yee     | 59     | Hayden Wilde   | 54     | Jonathan Brownlee | 50     |
| 2019   | 2               | Vincent Luis | 30     | Hayden Wilde   | 26     | Pierre Le Corre   | 24     |
| 2018   | 4               | Vincent Luis | 107    | Henri Schoeman | 105    | Jonathan Brownlee | 96     |

## Palmarès femmes
| Saison | Nbre d'épreuves | Vainqueur            | Points | 2e                | Points | 3e                  | Points |
| ------ | --------------- | -------------------- | ------ | ----------------- | ------ | ------------------- | ------ |
| 2024   | 5               | Georgia Taylor-Brown | 59     | Jeanne Lehair     | 57     | Cassandre Beaugrand | 56     |
| 2023   | 4               | Kate Waugh           | 44     | Jeanne Lehair     | 44     | Emma Lombardi       | 41     |
| 2022   | 5               | Georgia Taylor-Brown | 76     | Taylor Spivey     | 70     | Sophie Coldwell     | 57     |
| 2021   | 4               | Georgia Taylor-Brown | 60     | Jessica Learmonth | 59     | Katie Zaferes       | 49     |
| 2019   | 2               | Katie Zaferes        | 29     | Rachel Klamer     | 27     | Taylor Spivey       | 23     |
| 2018   | 4               | Katie Zaferes        | 113    | Rachel Klamer     | 76     | Cassandre Beaugrand | 65     |

## Victoires d'épreuves par triathlète
Victoires d'épreuves depuis leur création en 2017 :
| Rang | Triathlète           | Victoires |
| ---- | -------------------- | --------- |
| 1    | Hayden Wilde         | 9         |
| 2    | Vincent Luis         | 6         |
| 3    | Alex Yee             | 4         |
| 4    | Jonathan Brownlee    | 2         |
| -    | Matthew Hauser       | 2         |
| 6    | Kristian Blummenfelt | 1         |
| -    | Richard Murray       | 1         |
| -    | Vasco Vilaça         | 1         |

| Rang | Triathlète           | Victoires |
| ---- | -------------------- | --------- |
| 1    | Cassandre Beaugrand  | 6         |
| -    | Georgia Taylor-Brown | 6         |
| 3    | Katie Zaferes        | 4         |
| 4    | Jessica Learmonth    | 3         |
| -    | Taylor Spivey        | 3         |
| 6    | Flora Duffy          | 1         |
| -    | Jeanne Lehair        | 1         |
| -    | Beth Potter          | 1         |